# 灵马镇
灵马镇，是中华人民共和国广西壮族自治区南宁市武鸣区下辖的一个乡镇级行政单位。

## 行政区划
灵马镇下辖以下地区：
灵马社区、坡江村、方和村、王桥村、新龙村、义龙村、清水村、滕村、那龙村、坛昌村、三合村、良安村、高楼村和三民村。